# Limnephilus hamifer
Limnephilus hamifer là một loài Trichoptera trong họ Limnephilidae. Chúng phân bố ở vùng Tân nhiệt đới.